# Doc Savage
Doc Savage è uno dei più famosi ed imitati personaggi dei pulp magazine statunitensi. Fu ideato da Lester Dent che scrisse la maggior parte delle 181 storie uscite tra il 1933 ed il 1949, tutte pubblicate dalla Street and Smith. Fino al 1947 la periodicità fu mensile, mentre nei due anni successivi divenne a cadenza irregolare. Dopo i primi due anni a Dent si alternarono autori come Norman Danberg, Alan Hathway e William Bogart.
Conosciuto anche con il soprannome di "Uomo di bronzo", il vero nome di Doc Savage è Clark Savage, Jr. È un medico chirurgo, scienziato, avventuriero, esploratore, ricercatore e, come rivelato in The Polar Treasure, persino musicista.
Lester Dent dovette usare lo pseudonimo di Kenneth Robeson, imposto dalla casa editrice, per pubblicare le avventure di questo precursore di Superman.

## Il personaggio
(Philip José Farmer, Doc Savage: una biografia apocalittica, 1973)
Un gruppo di scienziati finanziato da suo padre lo ha appositamente allenato fin dalla nascita nel corpo e nella mente per dargli abilità quasi superumane: grande forza e resistenza, memoria fotografica, maestria nelle arti marziali e vaste conoscenze scientifiche, da cui il soprannome "Doc". Per mantenere le sue capacità egli si dedica ogni giorno a due ore di intenso allenamento psicofisico. Doc è inoltre un maestro del travestimento e un eccellente imitatore delle voci. "Egli raddrizza torti e punisce i malvagi." Dent descrisse il suo eroe come un misto delle capacità deduttive di Sherlock Holmes, delle eccezionali doti fisiche di Tarzan, dell'istruzione scientifica di Craig Kennedy e della bontà di Abraham Lincoln. Dent descrive Doc Savage come dotato di "spirito cristiano" (Christliness). Il carattere e la visione del mondo di Doc sono mostrati nel suo giuramento, che è il seguente:
Il suo quartier generale è all'ottantaseiesimo piano di un grattacielo. Anche se non viene mai detto, lo si identifica generalmente con l'Empire State Building a Manhattan, New York che però conta 85 piani escludendo l'osservatorio. Inoltre in un magazzino in riva al fiume tiene numerosi veicoli che usa nelle sue missioni: auto, aerei, elicotteri (inizialmente un autogiro), un dirigibile e varie imbarcazioni, fra cui un sommergibile.
Possiede in Alaska una base dove ogni tanto si ritira e che ha ribattezzato la Fortezza della solitudine. Nelle storie del Superman pre-Crisis viene mostrata spesso un analogo posto dove il kriptoniano colleziona i reperti delle sue avventure, un omaggio neanche tanto velato al padre putativo di tutti i supereroi.
Nei combattimenti corpo a corpo è solito neutralizzare gli avversari con una stretta sui centri nervosi alla base del collo precedendo di trent'anni la "stretta Vulcaniana" di Star Trek mentre nel romanzo The Vanisher (L'uomo che scompariva) il villain di turno si serve di un apparecchio di teletrasporto.

## Comprimari e avversari
Doc è fiancheggiato nelle sue avventure dai "favolosi cinque", che sono nell'ordine:
- L'avvocato ed ex generale di brigata Theodore Marley "Ham" Brooks e la sua scimmia Chemistry
- Il chimico ed ex tenente colonnello Andrew Blodgett "Monk" Mayfair con il suo maialino Habeas Corpus
- L'ingegnere civile ed ex colonnello John "Renny" Renwick.
- L'ingegnere elettronico ed ex maggiore Thomas J. "Long Tom" Roberts.
- L'archeologo e geologo William Harper "Johnny" Littlejohn.

Tutti questi risultano essere stati suoi commilitoni durante la prima guerra mondiale cui partecipò giovanissimo. Saltuariamente compare poi la sua affascinante cugina Patricia, che di solito gestisce un lussuoso salone di bellezza.
Il suo arcinemico, o meglio l'unico ad apparire più di una volta, è John Sunlight, uno dei tanti scienziati pazzi che vogliono conquistare il mondo. Spesso i criminali venivano sottoposti a un delicato intervento chirurgico per curare i loro impulsi malvagi ed essere reintegrati nella società americana.

## Storie di altri autori
Altri autori si sono cimentati con l'uomo di bronzo. Tra questi Philip José Farmer ne ha scritto una pseudo biografia apocrifa, Doc Savage: una biografia apocalittica (Doc Savage, His Apocaliptyc Life, 1973) dopo averlo fatto scontrare con Tarzan nel romanzo Festa di morte (A Feast Unknow, 1969, primo di una trilogia, dove i personaggi sono ribattezzati Lord Tiger e Doc Caliban per evitare problemi di copyright) in cui si scopre che entrambi sono fratelli e frutto di esperimenti alieni.

## Altri media

### Cinema
Nel 1975 il regista Michael Anderson gira il film Doc Savage, l'uomo di bronzo (Doc Savage: The Man of Bronze). Il protagonista era interpretato da Ron Ely, famoso per aver avuto il ruolo di Tarzan in una serie televisiva. La sceneggiatura venne scritta da George Pal che si era ispirato proprio alla biografia fantastica di Philip José Farmer ed il personaggio diventa una sorta di superuomo nicciano con una spiccata fisionomia ariana. Si è parlato più volte di un remake del film da produrre con un budget miliardario, ma il progetto non è stato realizzato. Il 30 maggio 2016 Dwayne Johnson annuncia tramite la sua pagina Facebook di essere il prossimo interprete del personaggio.

### Fumetti
A Doc Savage si ispirano dichiaratamente sia il personaggio Tom Strong, creato da Alan Moore per la sua linea di fumetti ABC, sia Warren Ellis che nel serial Planetary lo omaggia con il personaggio di Axel Brass.
Sono stati tratti anche vari fumetti dedicati all'Uomo di Bronzo. Ricordiamo in particolare le serie Doc Savage di soli 8 numeri (ottobre 1972 - gennaio 1974) della Marvel Comics (pubblicata in Italia dall'Editoriale Corno) disegnata da Ross Andru, con l'eccezione dell'ultimo numero realizzato da Rick Buckler, e scritta da Roy Thomas e vari altri scrittori. Anche la DC Comics negli anni ottanta ha pubblicato una serie di quattro parti scritta da Dennis O'Neil e disegnata dai fratelli Andy e Adam Kubert, a cui fece seguito l'anno dopo una serie regolare di 23 numeri.
Doc Savage è stato protagonista anche di alcune rare apparizioni sulle testate regolari della Marvel, diventando estemporaneo compagno di avventure della Cosa (Marvel Two-In-One n. 21, 1976) e dell'Uomo Ragno (Giant-Size Spider-Man n. 3, 1975). La sua esistenza nell'universo "principale" della Marvel ci viene confermata dall'Uomo Ragno stesso che ricorda di averne letto le gesta come avventuriero ed eroe operante negli anni trenta. Probabilmente il personaggio non è stato ulteriormente impiegato per questioni legate ai diritti di pubblicazione in quanto detenuto su licenza.
La casa editrice Millennium ha poi pubblicato diverse miniserie dedicate all'Uomo di Bronzo negli anni ottanta senza grande successo. Nella prima metà degli anni novanta la Dark Horse Comics ha pubblicato una miniserie dal titolo Curse of fire God disegnata da Gary Gianni e scritta da Steve Vance, che firma anche il team-up con l'Uomo Ombra, un'altra icona degli eroi pulp.
Nel marzo del 1976 il fumetto del film è ospitato nel primo albo della serie "Superfumetti in Film" della Editoriale Corno, come traduzione italiana dell'albo originale "Doc Savage - Man of Bronze" pubblicato da Marvel nell'ottobre del 1972, assieme ad altre storie inedite. 
Nel romanzo di fantascienza Strada senza fine scritto da Roger Zelazny il dottore infine compare in un breve cameo.

## Pubblicazioni in Italia
In Italia Doc Savage fu pubblicato per la prima volta nel 1937 dalla Casa Editrice Moderna con il romanzo Quest of The Spider (1935), per la traduzione di Enzo Gemignani. Nel 1974 la Arnoldo Mondadori Editore gli ha dedicato una sottocollana della collana fantascientifica Urania (detta Urania Doc Savage), per un totale di 18 volumi, dal 1º luglio 1974 al 1º dicembre 1975.
Di seguito si riporta l'elenco delle uscite italiane. Fra parentesi la data dell'uscita originale dei vari titoli, che per scelta editoriale sono usciti in Italia senza rispettare l'ordine cronologico, e il numero della serie originale.
1. La terra dell'eterna notte (The Land of Always Night, marzo 1935 #25)
2. L'orrore negli occhi (Mad Eyes, maggio 1937 #51)
3. L'isola che non esisteva (The Fantastic Island, dicembre 1935 #34)
4. Morte per fuoco (The Living Fire Menace, gennaio 1938 #56)
5. Mercanti di sterminio (Merchant of Disaster, luglio 1939 #77)
6. L'autostrada stregata (Hex, novembre 1939 #81)
7. La piramide d'oro (The Man of Bronze, marzo 1933 #1)
8. La gang delle comete (Secret in the Sky, maggio 1935 #27)
9. L'oasi dei diamanti (The Lost Oasis, settembre 1933 #7)
10. Il segreto delle navi scomparse (The Sargasso Ogre, ottobre 1933 #8)
11. La fortezza della solitudine (Fortress of Solitude, ottobre 1938 #68)
12. I teschi d'argento (Death in Silver, ottobre 1934 #20)
13. Il pericolo dell'oro (The Golden Peril, dicembre 1937 #58)
14. Il fantasma che rideva (The Giggling Ghost, luglio 1938 #65)
15. Taz (Mystery Under the Sea, giugno 1938 #36)
16. L'uomo che scompariva (The Vanisher, dicembre 1936 #46)
17. La pelliccia misteriosa (The Other World, gennaio 1940 #83)
18. La legione degli spettri (The Spook Legion, aprile 1935 #26)